# ドーン (小説)
『ドーン』は、平野啓一郎による長編小説。講談社から単行本が2009年7月に刊行された（ISBN 978-4-06-215510-6）。

## あらすじ
2033年、宇宙船DAWNは、有人宇宙船として人類史上初めて火星に降り立った。6人の宇宙飛行士の中に唯一の日本人として佐野明日人（さの・あすと）がいた。2036年、無事地球に帰還して英雄となった明日人だったが、ある大きな陰謀に巻き込まれていくこととなる。DAWNの中で起きていたあることが、アメリカ大統領選、さらには世界を行く末を左右する重大な秘密であることが明らかになる。

## 登場人物
- 佐野明日人
- 佐野今日子
- リリアン・レイン
- ノノ・ワシントン
- メアリー・ウィルソン
- ニール・キャッシュ
- アレキサンダー・F・グロス
- グレイソン・ネイラー
- マイク・デルガード
- ローレン・キッチンズ
- アーサー・レイン
- カーボン・タール
- ウォーレン・ガードナー
- ジム・キルマー
- ディーン・エアーズ

## 分人主義dividualism
『ドーン』の中で平野啓一郎が提示した用語。分人主義（ぶんじんしゅぎ）／dividualism（ディヴィジュアリズム）。
たった一つの人格indivisualを持つのではなく、対人関係ごとに異なる人格dividualを分けることができるという考え方のこと。
「個人」の中には、対人関係や、場所ごとに自然と生じる様々な自分がいるという考え方で、「本当の自分が、色々な仮面を使い分ける、『キャラ』を演じる」ということとは区別される。
「キャラ」と違い、演じ分けたり使い分けたりするひとつの主体があるという操作的operationalなものではなく、向かい合った相手との協同的cooperativeなもの。
（「分人（ディヴ）」は「キャラ」と違い、人がいなくても成立する。海や山などの外界からの影響で別の場所にいるときと違った自分が生まれてくる。それも「分人（ディヴ）」という。）
関わる人や物事があって初めて分化する、自分の中にある一面で、そのような分人が、中心もなくネットワークされているのが個人であるという考え方。
人は「演じている」わけでなくても、「キャラをあえて作っている」わけでも、その場や相手に応じた「自分」になってしまう。人間が多様である以上、コミュニケーションの過程では、当然、人格は相手ごとに分化せざるを得ない。その分人の集合が個人だという考え方。
| スタブアイコン | サブスタブ | この項目は、まだ閲覧者の調べものの参照としては役立たない、文学に関連した書きかけの項目です。この項目を加筆・訂正などしてくださる協力者を求めています（P:文学、PJ:ライトノベル）。項目が小説家・作家の場合には{Writer-substub}を、文学作品以外の本・雑誌の場合には{Book-substub}を貼り付けてください。 |